# Альпухарське повстання

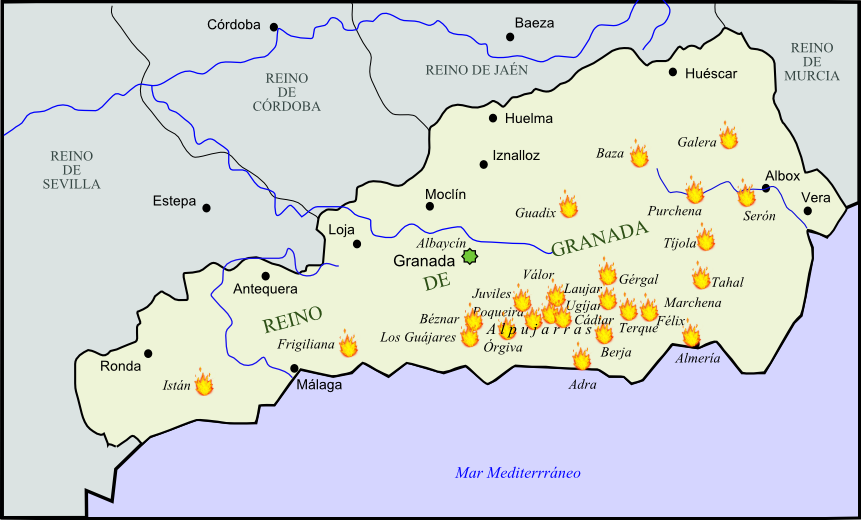
Головні центри Альпухарського повстання

Альпухáрське повстання, також Альпухáрська війна (ісп. Rebelión de las Alpujarras) (1568–1571 роки) — найбільше повстання морисків в Іспанії періоду правління Філіпа II.
Нащадки численного мусульманського населення Гранадського емірату, завойованого в 1492 році, були зобов'язані прийняти християнство згідно з так званими прагматичними указами. Але багато з них залишилися крипто-мусульманами, а також при нагоді співпрацювали з мусульманськими піратами й работорговцями країн Магрибу та з Османською імперією, що турбувало християнських монархів. Число повстанців у 1569 році становило близько 4 тисяч, до 1570 року досягло 25 тисяч, оскільки до них приєдналися північноафриканські бербери і турки. Повсталі мусульмани навіть здобули кілька локальних перемог, скориставшись тим, що значна частина іспанської армії тоді намагалася придушити повстання в Іспанських Нідерландах, а тому була далеко від дому. Коли офіційна королівська влада придушила повстання, понад 80 тисяч маврів було виселено з Гранади і Альмерії, і розсіяно по дрібних сільських поселеннях Кастилії.
Педро Кальдерон де ла Барка присвятив цьому повстанню свою історичну п'єсу «Любити після смерті» (Amar después de la muerte, o El tuzaní de la Alpujarra), написану в 1659 році.